# يوفنتوس موسم 2000–01
كان موسم 2000–01 هو الموسم الـ103 في تاريخ نادي يوفنتوس لكرة القدم والموسم الـ99 على التوالي في الدوري الإيطالي.